# Siedlec (gmina)
Pour les articles homonymes, voir Siedlec.
Siedlec est une gmina rurale du powiat de Wolsztyn, Grande-Pologne, dans le centre-ouest de la Pologne. Son siège est le village de Siedlec, qui se situe environ 8 km à l'ouest de Wolsztyn et 69 km au sud-ouest de la capitale régionale Poznań.
La gmina couvre une superficie de 205,06 km2 pour une population de 12 438 habitants en 2012.

## Géographie

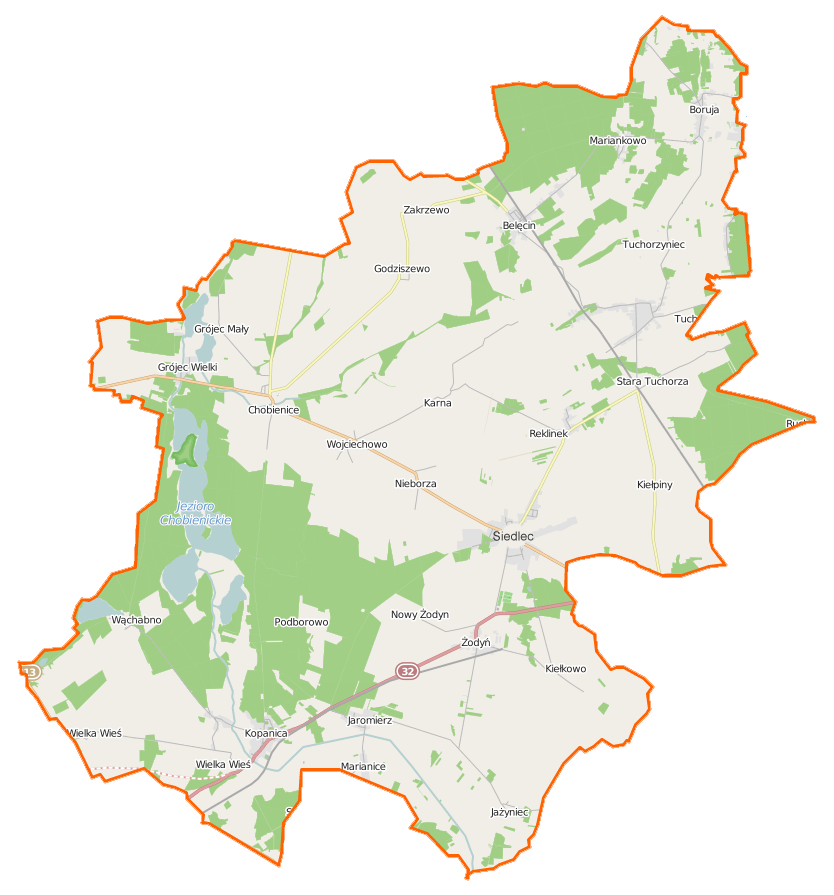
Plan de la gmina.

Outre le village de Siedlec, la gmina inclut les villages de:
- Belęcin
- Boruja
- Chobienice
- Godziszewo
- Grójec Mały
- Grójec Wielki
- Jaromierz
- Jażyniec
- Karna
- Kiełkowo
- Kiełpiny
- Kopanica
- Mała Wieś
- Mariankowo
- Nieborza
- Nowa Tuchorza
- Reklin
- Reklinek
- Stara Tuchorza
- Tuchorza
- Wąchabno
- Wielka Wieś
- Wojciechowo
- Zakrzewo
- Żodyń

### Gminy voisines
La gmina de Siedlec est bordée des gminy de :
- Babimost
- Kargowa
- Nowy Tomyśl
- Rakoniewice
- Wolsztyn
- Zbąszyń

## Structure du terrain
D'après les données de 2002, la superficie de la commune de Siedlec est de 205,06 km², répartis comme tel :
- terres agricoles : 63%
- forêts : 27%

La commune représente 30,15% de la superficie du powiat.

## Démographie
Données du 30 juin 2004 :
| Description        | Total  | Total | Femmes | Femmes | Hommes | Hommes |
| ------------------ | ------ | ----- | ------ | ------ | ------ | ------ |
| Unité              | Nombre | %     | Nombre | %      | Nombre | %      |
| population         | 11 909 | 100   | 6 031  | 50,6   | 5 878  | 49,4   |
| Densité (hab./km²) | 58,1   | 58,1  | 29,4   | 29,4   | 28,7   | 28,7   |